# Serie A1 2007-2008 (rugby a 15)
La serie A1 2007-08 fu il 74º campionato di seconda divisione di rugby a 15 in Italia.
Si tenne dal 7 ottobre 2007 al 25 maggio 2008 tra 12 squadre a girone unico, ed espresse una squadra da promuovere alla divisione superiore, il Super 10.
Fu il primo campionato dopo la ristrutturazione operata dalla F.I.R. sulle serie sottostanti il Super 10: fu articolato su due divisioni di merito, la seconda divisione propriamente detta, o A1, e un girone A2, di fatto una categoria a sé stante inserita tra la serie A1 e la serie B, con meccanismi di promozione e retrocessione diretta tra serie A1 e serie B, e indiretta con il Super 10.
Con apposito comunicato federale la F.I.R. stabilì la composizione delle due categorie di merito, basate sul piazzamento delle 24 squadre nella stagione di serie A 2006-07.
Solo la vincitrice della serie A2 partecipò ai play-off promozione a fronte delle prime 3 di serie A1, mentre nessuna delle squadre di A1 sarebbe retrocessa direttamente in serie B, in quanto le due ultime di serie A1 avrebbero spareggiato contro le due penultime di A2, laddove le ultime di A2 sarebbero retrocesse direttamente.
A vincere il titolo di campione di serie A e la promozione in Super 10 fu la Rugby Roma, al suo quarto tentativo nei play-off di A e dopo una finale persa due anni prima; per la squadra bianconera, campione d'Italia solo 8 anni prima, fu il ritorno in massima divisione dopo 4 stagioni, e la finale fu vinta allo stadio Flaminio della Capitale contro L’Aquila, ovvero lo stesso stadio e la stessa squadra contro cui aveva vinto lo scudetto nel 2000.
Badia e Benevento vinsero gli spareggi contro rispettivamente Reggio Emilia e CUS Padova e quindi evitarono la retrocessione in B, venendo riassegnati alla serie A2.

## Squadre partecipanti
| Club            | Sponsor                                | Città             | Impianto interno                 |
| --------------- | -------------------------------------- | ----------------- | -------------------------------- |
| Amatori Alghero | Novaco (costruzioni edili)             | Alghero           | Stadio Maria Pia                 |
| Badia           | Zhermack (odontoiatria)                | Badia Polesine    | Nuovi impianti sportivi comunali |
| Benevento       | Antares (componentistica aerospaziale) | Benevento         | Stadio Pacevecchia               |
| Colorno         | Mag-data (materiali plastici)          | Colorno           | Stadio Maini                     |
| I Cavalieri     | Consiag (facility)                     | Prato             | Stadio Chersoni                  |
| L’Aquila        | EasyLiving (elettronica, video)        | L'Aquila          | Stadio Fattori                   |
| Leonessa        | ADMO                                   | Brescia           | Stadio Invernici                 |
| Piacenza        | Termoraggi (servizi)                   | Piacenza          | Stadio Beltrametti               |
| Rugby Roma      | Futura Park (parcheggi)                | Roma              | Stadio Tre Fontane               |
| San Donà        | Orved (impacchettatrici sotto vuoto)   | San Donà di Piave | Stadio Torresan                  |
| San Marco       | Marchiol (materiale elettrico)         | Mogliano Veneto   | Stadio Quaggia                   |
| Udine           | Hafro Design (vasche idromassaggio)    | Udine             | Stadio Gerli                     |

## Formula
La F.I.R. decise la composizione delle due categorie con il proprio comunicato federale n. 1 2007-2008 del 3 agosto 2007:
- Serie A1 (girone 1 serie A):
  - la squadra retrocessa dal Super 10 2006-07
  - le squadre dal primo al sesto posto dei gironi 1 e 2 di serie A tranne quella promossa in Super 10.
- Serie A2 (girone 2 serie A):
  - le 8 squadre dal settimo al decimo posto dei gironi 1 e 2 della serie A 2006-07
  - le 4 squadre promosse dalla serie B 2006-2007

Il campionato si tenne a girone unico; a essere interessati ai play-off e ai play-out furono le prime tre classificate e le ultime due.
Per quanto riguarda i play-off la loro composizione fu la seguente:
- la seconda e la terza classificata di serie A1 si incontrarono in gara doppia nella prima semifinale
- la vincitrice della serie A1 e quella di A2 si incontrarono nella seconda semifinale, sempre in gara doppia.
- le vincitrici delle due semifinali si incontrarono per il titolo di campione d'Italia di serie A e la promozione in Super 10[3].
- le ultime due della serie A1 spareggiarono in gara doppia contro la nona e la decima classificata della serie A2: le perdenti furono retrocesse in serie B, le vincenti furono riassegnate alla serie A1 della stagione successiva[3].

## Stagione regolare

### Risultati
| 7-10-2007  | 1ª/12ª giornata          | 23-12-2008 |
| ---------- | ------------------------ | ---------- |
| 24-20      | San Marco - Colorno      | 12-24      |
| 16-33      | Badia - L'Aquila         | 3-29       |
| 41-10      | Rugby Roma - San Donà    | 23-10      |
| 14-35      | Am. Alghero - Udine      | 25-32      |
| 14-9       | I Cavalieri - Leonessa   | 29-13      |
| 17-3       | Benevento - Piacenza     | 16-31      |
|            |                          |            |
| 28-10-2007 | 4ª/15ª giornata          | 27-1-2008  |
| 24-10      | Udine - Leonessa         | 18-11      |
| 29-12      | San Donà - Benevento     | 35-12      |
| 44-23      | L'Aquila - I Cavalieri   | 11-24      |
| 62-18      | Colorno - Am. Alghero    | 5-25       |
| 23-12      | San Marco - Rugby Roma   | 19-41      |
| 23-13      | Piacenza - Badia         | 20-0       |
|            |                          |            |
| 18-11-2007 | 7ª/18ª giornata          | 30-3-2008  |
| 0-33       | Am. Alghero - Rugby Roma | 26-31      |
| 50-10      | I Cavalieri - Badia      | 34-13      |
| 14-17      | Benevento - San Marco    | 7-47       |
| 23-27      | Leonessa - Colorno       | 13-39      |
| 8-31       | Udine - L'Aquila         | 15-48      |
| 19-24      | San Donà - Piacenza      | 20-21      |
|            |                          |            |
| 9-12-2007  | 10ª/21ª giornata         | 20-4-2008  |
| 17-16      | Colorno - L'Aquila       | 10-23      |
| 20-0       | San Marco - San Donà     | 24-12      |
| 20-26      | Badia - Udine            | 5-19       |
| 25-12      | Rugby Roma - Leonessa    | 42-0       |
| 32-24      | Am. Alghero - Benevento  | 23-25      |
| 11-0       | I Cavalieri - Piacenza   | 31-19      |

| 14-10-2007 | 2ª/13ª giornata          | 13-1-2008 |
| ---------- | ------------------------ | --------- |
| 43-0       | Leonessa - Benevento     | 0-0       |
| 0-36       | Udine - I Cavalieri      | 10-31     |
| 34-12      | San Donà - Am. Alghero   | 20-11     |
| 15-13      | L'Aquila - Rugby Roma    | 3-21      |
| 37-12      | Colorno - Badia          | 13-19     |
| 29-12      | Piacenza - San Marco     | 16-15     |
|            |                          |           |
| 4-11-2007  | 5ª/16ª giornata          | 17-2-2008 |
| 49-13      | Rugby Roma - Badia       | 31-21     |
| 14-48      | Am. Alghero - San Marco  | 25-43     |
| 16-17      | I Cavalieri - Colorno    | 21-12     |
| 13-31      | Benevento - L'Aquila     | 0-28      |
| 17-30      | Leonessa - San Donà      | 3-25      |
| 22-34      | Udine - Piacenza         | 3-8       |
|            |                          |           |
| 25-11-2007 | 8ª/19ª giornata          | 6-4-2008  |
| 36-5       | L'Aquila - San Donà      | 10-11     |
| 55-0       | Colorno - Udine          | 38-21     |
| 40-8       | San Marco - Leonessa     | 17-19     |
| 30-9       | Badia - Benevento        | 27-28     |
| 37-19      | Rugby Roma - I Cavalieri | 30-36     |
| 46-26      | Piacenza - Am. Alghero   | 17-59     |
|            |                          |           |
| 16-12-2007 | 11ª/22ª giornata         | 27-4-2008 |
| 10-29      | Benevento - I Cavalieri  | 26-65     |
| 22-8       | Leonessa - Am. Alghero   | 23-36     |
| 11-20      | Udine - Rugby Roma       | 10-52     |
| 61-7       | San Donà - Badia         | 28-12     |
| 23-6       | L'Aquila - San Marco     | 24-32     |
| 15-17      | Piacenza - Colorno       | 24-53     |

| 21-10-2007 | 3ª/14ª giornata           | 20-1-2008 |
| ---------- | ------------------------- | --------- |
| 5-38       | Badia - San Marco         | 20-35     |
| 31-22      | Rugby Roma - Colorno      | 19-6      |
| 15-21      | Am. Alghero - L'Aqulia    | 25-39     |
| 18-6       | I Cavalieri - San Donà    | 15-9      |
| 24-33      | Benevento - Udine         | 13-22     |
| 22-26      | Leonessa - Piacenza       | 10-35     |
|            |                           |           |
| 11-11-2007 | 6ª/17ª giornata           | 2-3-2008  |
| 17-17      | San Donà - Udine          | 15-14     |
| 57-10      | L'Aquila - Leonessa       | 44-10     |
| 38-6       | Colorno - Benevento       | 17-15     |
| 16-17      | San Marco - I Cavalieri   | 31-51     |
| 8-3        | Badia - Am. Alghero       | 15-26     |
| 19-19      | Piacenza - Rugby Roma     | 26-36     |
|            |                           |           |
| 2-12-2007  | 9ª/20ª giornata           | 13-4-2008 |
| 20-13      | I Cavalieri - Am. Alghero | 24-22     |
| 10-38      | Benevento - Rugby Roma    | 10-43     |
| 28-24      | Leonessa - Badia          | 10-8      |
| 3-39       | Udine - San Marco         | 25-14     |
| 38-21      | San Donà - Colorno        | 21-20     |
| 31-14      | L'Aquila - Piacenza       | 29-18     |

### Classifica
|  |     | Squadra         | G  | V  | N | P  | PF  | PS  | P±   | B  | Pen | Pt |
|  | --- | --------------- | -- | -- | - | -- | --- | --- | ---- | -- | --- | -- |
|  | 1.  | Rugby Roma      | 22 | 18 | 1 | 3  | 687 | 321 | 366  | 15 | 0   | 89 |
|  | 2.  | I Cavalieri     | 22 | 19 | 0 | 3  | 614 | 358 | 256  | 11 | 0   | 87 |
|  | 3.  | L’Aquila        | 22 | 17 | 0 | 5  | 626 | 309 | 317  | 12 | 0   | 80 |
|  | 4.  | San Marco       | 22 | 13 | 0 | 9  | 572 | 409 | 163  | 13 | 0   | 65 |
|  | 5.  | Colorno         | 22 | 13 | 0 | 9  | 572 | 417 | 155  | 10 | 0   | 62 |
|  | 6.  | Piacenza        | 22 | 12 | 1 | 9  | 468 | 481 | −13  | 5  | 0   | 55 |
|  | 7.  | San Donà        | 22 | 12 | 1 | 9  | 450 | 390 | 60   | 7  | 4   | 53 |
|  | 8.  | Udine           | 22 | 9  | 1 | 12 | 378 | 560 | −182 | 4  | 0   | 42 |
|  | 9.  | Amatori Alghero | 22 | 5  | 0 | 17 | 458 | 627 | −169 | 13 | 0   | 33 |
|  | 10. | Leonessa        | 22 | 5  | 1 | 16 | 316 | 568 | −252 | 6  | 4   | 24 |
|  | 11. | Benevento       | 22 | 3  | 1 | 18 | 291 | 663 | −372 | 3  | 0   | 17 |
|  | 12. | Badia           | 22 | 3  | 0 | 19 | 301 | 630 | −329 | 4  | 4   | 12 |

## Verdetti
- Rugby Roma: Campione d'Italia Serie A, promossa in Super 10
- Benevento e Badia: riassegnate in serie A2 2008-09 dopo spareggio